# Pedro de Padilla
No se debe confundir con su contemporáneo el militar Pedro de Padilla.
Pedro de Padilla (Linares, 1540 - Madrid, después de 1599), poeta español del Renacimiento.

## Vida y obra
Nacido en Linares, según declara Lope de Vega en su Laurel de Apolo, hizo gran amistad con Miguel de Cervantes, quien aportó tres poemas a su Jardín espiritual y otros diversos a otras obras suyas y le elogió en el Don Quijote y en el Canto de Calíope. Hay quien opina que fue caballero de Santiago. Fue alumno de la Universidad de Granada, donde sintió una gran vocación poética, y concurrió a la tertulia de Alonso de Granada Venegas con otros destacados poetas andaluces como Luis Barahona de Soto; en sus poesías usó el sobrenombre de Liranio. Ingresó el 6 de agosto de 1585 en el convento de los carmelitas calzados de Madrid, donde permaneció hasta su muerte; desde esa fecha se dedicó a la predicación. Escribió Jardín espiritual (1585), Thesoro de varia poesía (1580) y Segunda parte de las poesías de Pedro de Padilla en églogas pastoriles con algunos sonetos al cabo (1582), que contiene trece églogas que pueden leerse como una secuencia narrativa. Compuso además un nutrido Romancero (1583) donde hay 63 largos romances, la mitad de tema histórico (poemas sobre la guerra de Flandes, por ejemplo) y otros de inspiración ariostesca, con otras historias y poesías que dirigió al marqués de Mondéjar. Algunos de estos poemas prefiguran el género del romance morisco. Expidió el Rey la licencia para imprimir esta obra por 15 años en los reinos de Castilla, con fecha en Lisboa a 22 de septiembre de 1582, refrendada por Antonio de Eraso, después de estar aprobada de orden del consejo por el M. Juan López de Hoyos, y posee un soneto laudatorio de Cervantes. 
Su poesía es en los temas muy variada y de forma y sabor antiguo; su estilo es claro y exacto: rehúye conscientemente la retórica y roza a veces el prosaísmo de forma consciente, pues no quiere ennoblecer aristocráticamente el estilo. Tenía fama de excesivamente fecundo: de sus composiciones decía el cura del Quijote, refiriéndose a las novecientas páginas de su Thesoro de varia poesía, que "serían buenas si fueran menos". Su obra parecía mediocre a Baltasar del Alcázar, quien escribió contra ella alguna sátira, y tampoco agradaba demasiado a Fernando de Herrera. Sus églogas fueron muy apreciadas en el siglo XVIII, centuria favorable a los clásicos renacentistas, por Luis José Velázquez (Orígenes de las poesía castellana, Málaga, 1744), Juan Bautista Conti (Colección de poesías castellanas traducidas en verso toscano, Madrid, 1790) y Juan José López de Sedano (Parnaso español, Madrid, 1770). Dedicado a la censura de libros, todavía vivía en 1599, pues no sólo en 20 de agosto de 1597 censuró uno sobre curación de la peste compuesto por Miguel Martínez de Leyva, sino que también en 9 de diciembre censuró La Dragontea y el 6 de agosto de 1598 La Arcadia, obras ambas de Lope de Vega, y aprobó el poema El Isidro del mismo autor en su convento del Carmen de Madrid a 22 de enero de 1599.

## Obras
- Thesoro de varias poesías (1580). Reimpreso modernamente en 2008.
- Segunda parte de las poesías de Pedro de Padilla en églogas pastoriles con algunos sonetos al cabo (1582)
- Romancero, (1583, reimpreso en 2010)
- Jardín espiritual (1585)
- Grandezas y excelencias de la Virgen nuestra Señora (1587).
- Cancionero autógrafo de Pedro de Padilla, Manuscrito 1579 de la Biblioteca Real de Madrid (2007)
- Cancionero de Pedro de Padilla, con algunas obras de sus amigos, Manuscrito 1587 de la Biblioteca Real de Madrid (2009).
- Poesías inéditas de Pedro de Padilla y versos de otros ingenios del s. XVI, estudios de Álvaro Alonso, José Ignacio Díez, Christopher Maurer, Juan Montero, edición de José J. Labrador Herraiz y Ralph A. DiFranco. México: Frente de Afirmación Hispanista A. C., 2011.

## Bibliografía

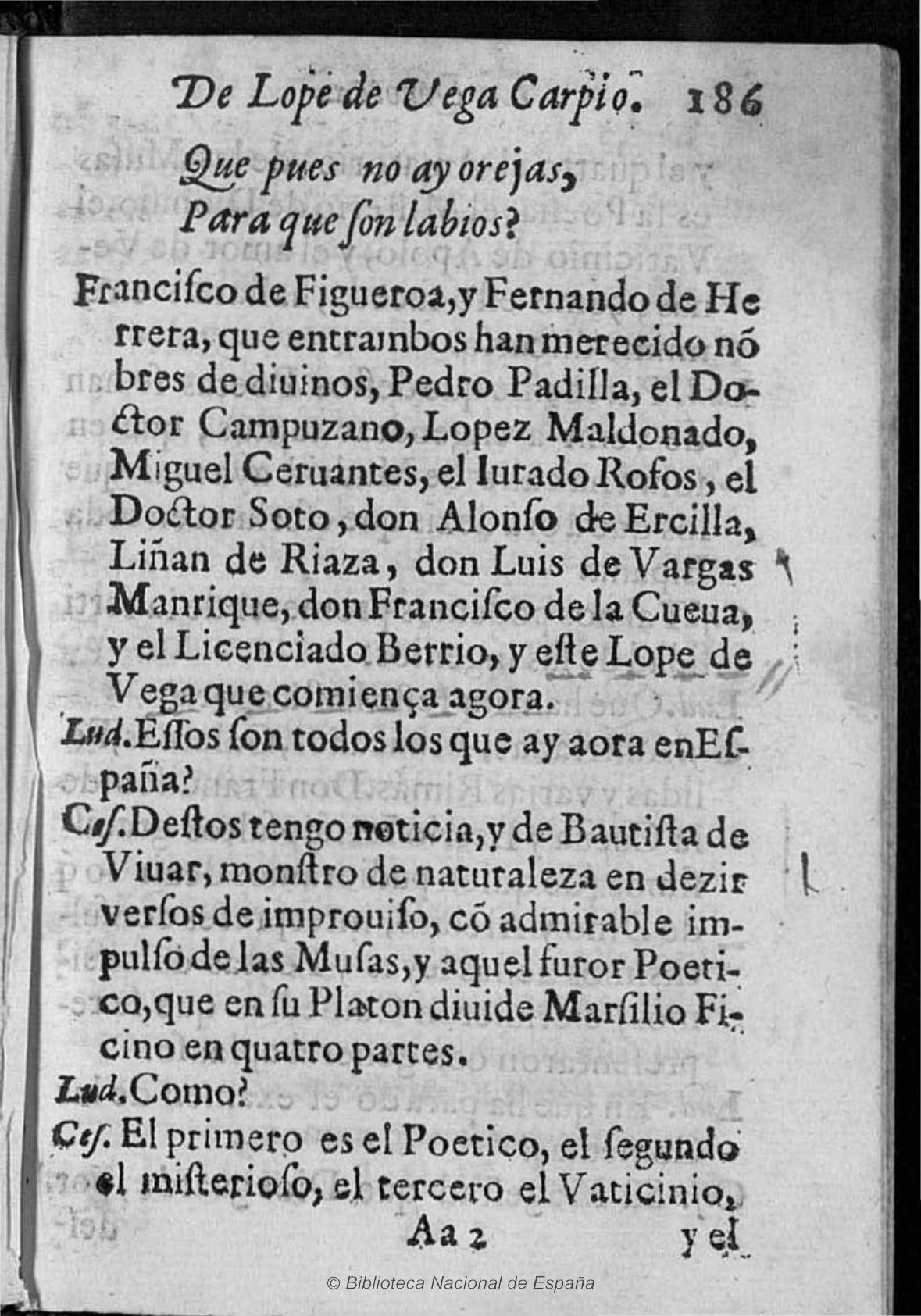
Pág. de un ejemplar de la obra de Lope de Vega La Dorotea conservado en la BNE; se nombra en este párrafo a Padilla y a otros escritores.